# Alberico Gambino
Alberico Gambino (Pagani, 7 dicembre 1967) è un politico italiano.

## Biografia

### Studi
Dopo aver conseguito la maturità scientifica presso il Liceo Scientifico Statale "Mons. B. Mangino" di Pagani, si è dedicato all'azienda di famiglia, espandendo ulteriormente le sue attività. Ha conseguito una laurea in musicologia presso il Conservatorio Giuseppe Martucci a Salerno.

### Carriera politica
Gambino ha iniziato la sua carriera politica nel 1994, quando è stato eletto consigliere comunale di Pagani. È stato eletto sindaco di Pagani per la prima volta nel 2002, con una percentuale del 57,01%, e successivamente nel 2007 con il 76,71%. Nel 2010 è stato eletto consigliere regionale della Campania, risultando il più votato della provincia di Salerno.
Nel 2024, Alberico Gambino si è candidato al Parlamento europeo con Fratelli d'Italia, venendo eletto con 92.441 voti.
Il 23 luglio dello stesso anno, è stato eletto fra i vice-presidenti della Commissione per gli affari esteri, nonché della Sottocommissione per la sicurezza e la difesa, del Parlamento europeo.